# Cap d’Agde
Cap d’Agde (z fr. „Przylądek Agaty”, wym.: kap dagd) – kurort nad Morzem Śródziemnym, w południowej Francji. Leży w pobliżu Agde, w regionie Oksytania, w departamencie Herault. Jest jednym z ważniejszych portów we Francji. Znajduje się tam także największa plaża dla naturystów w Europie, a zarazem największy na świecie ośrodek zwolenników swingingu i agorafilii.